# 尼斯凱湖
50°27′27″N 17°16′51″E / 50.45750°N 17.28083°E

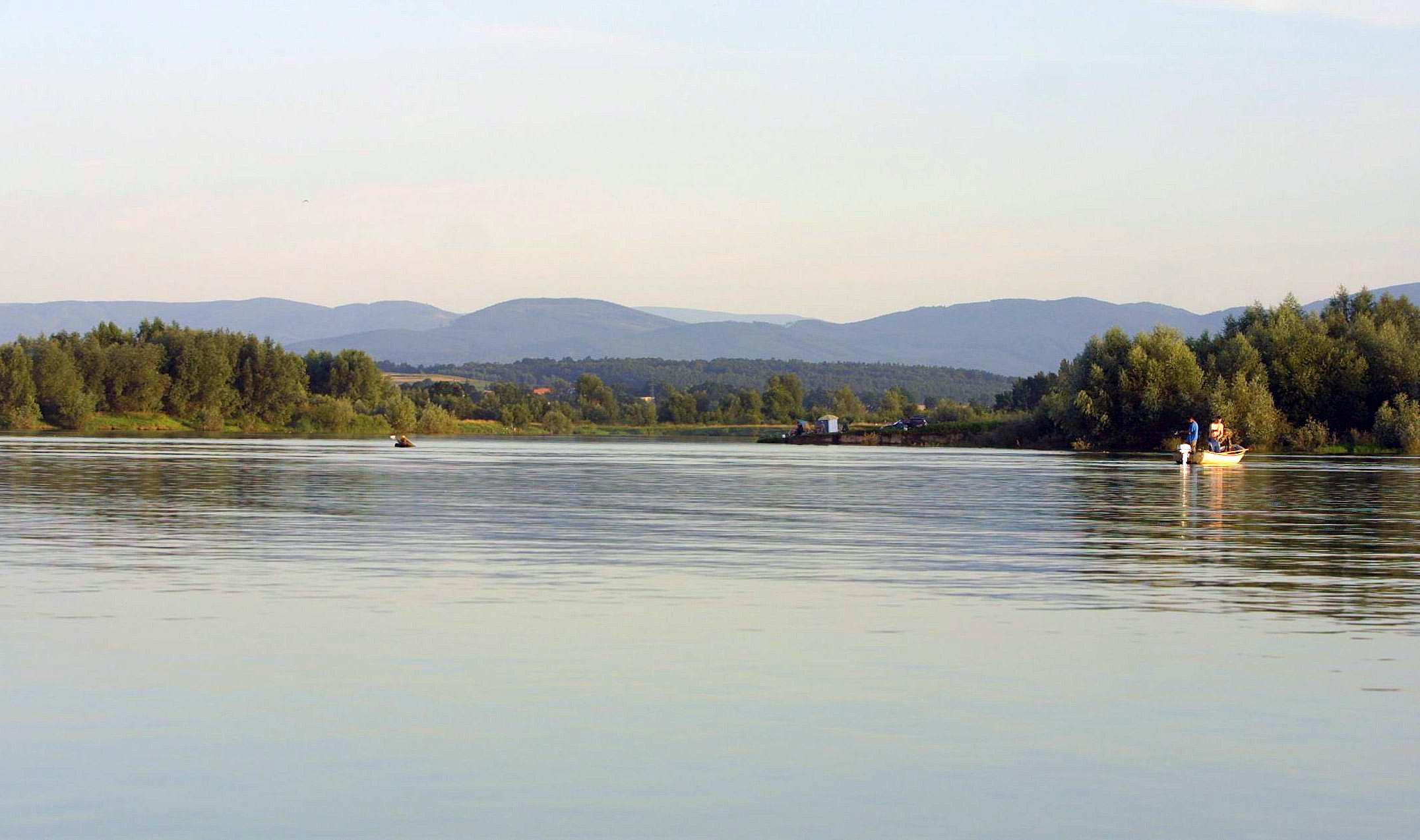

尼斯凱湖是波蘭的水庫，位於該國南部奧波萊省，處於尼斯克沃茲卡河，毗鄰尼斯，落成於1972年，面積20平方公里，水深5至15米，蓄水量1.2億立方米。